# 托雷德尔坎波
托雷德尔坎波，是西班牙安达卢西亚自治区哈恩省的一个市镇。总面积182平方公里，总人口13185人（2001年），人口密度72人/平方公里。